# Zuleica Wilson
Zuleica Marilha Dos Santos Wilson (née en 17 mars 1993 à Cabinda en Angola), est une reine de beauté angolaise, élue Miss Angola 2013,,.